# Lluís Sintes i Mercadal
Lluís Sintes Mercadal (Maó, Menorca, 24 de setembre de 1956) és un baríton menorquí.
Es formà al si de l'Orfeó Maonès dedicant-se al cant i al teatre. La seva gran vocació l'ha portat a professionalitzar-se després de passar per al mestratge del reputat mestre barceloní Jaume Francisco Puig, mestre que ho fou de veus històriques com Jaume Aragall, Vicenç Sardinero o Josep Carreras.
Sintes desenvolupa una carrera diversificada en diferents camps com el simfònic, cambrístic, popular, operístic i sarsuelístic, i ha actuat a importants escenaris como ara el Gran Teatre del Liceu de Barcelona, Concertgebouw d'Amsterdam, Gran Teatre de Shanghai, Vienna Hall Fuchu de Tòquio, etc. Defensor de la pròpia cultura s'ha convertit en intèrpret habitual de música catalana contemporànea rebent la confiança d'autors prestigiosos com ara Xavier Benguerel, Josep Maria Mestres Quadreny, Jesús Rodriguez Picó, Amargós, Guinovart, Blanquer o Brotons, per a l'estrena de les seves obres.
En 2011 ha estrenat Per tu ploro, un espectacle teatral per a veu i piano a partir de cançons populars en català dels primers trenta anys del segle xx, on inclou una cançó amb lletra i música seves.
Lluís Sintes té ja una àmplia discografía representativa dels diferents gèneres que ha defensat, destacant García Lorca canciones y poemas rescat de cants populars espanyols, les òperes de cambra El Paradís de les Muntanyes i Urbs, ambdúes de Jesús Rodríguez Picó, o el Rèquiem a Salvador Espriu de Xavier Benguerel.
Entre els seus molts premis destaca la "Lira d'Or" màxim guardó que concedeix l'Orfeó Maonès als seus fills més insignes.

## Premis
- Lira d'Or (màxim guardó que concedeix l'Orfeó Maonès - 2003).
- Premi Nacional Eugenio Marco (Ajuntament de Sabadell - Amics de l'Opera Sabadell 1990)
- 1er Premi Millor Veu Masculina (Certamen Nacional de Zarzuela Villa de Petrer 1989).
- 1er Premi Millor Actor (Certamen Nacional de Zarzuela Villa de Petrer 1989).